# Szew (chirurgia)

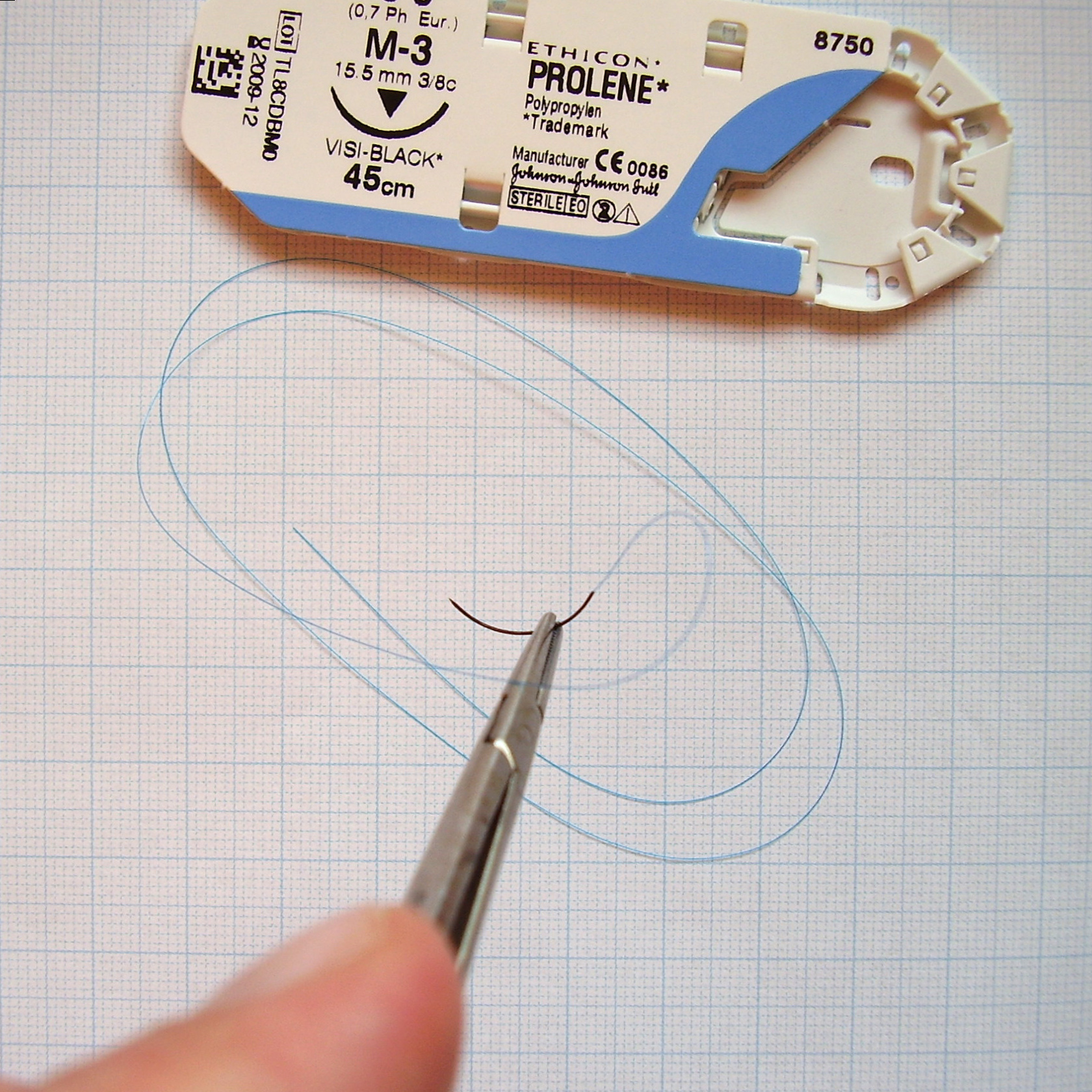
Nić niewchłanialna 6-0 z igłą 3/8 koła o długości 15,5 mm.

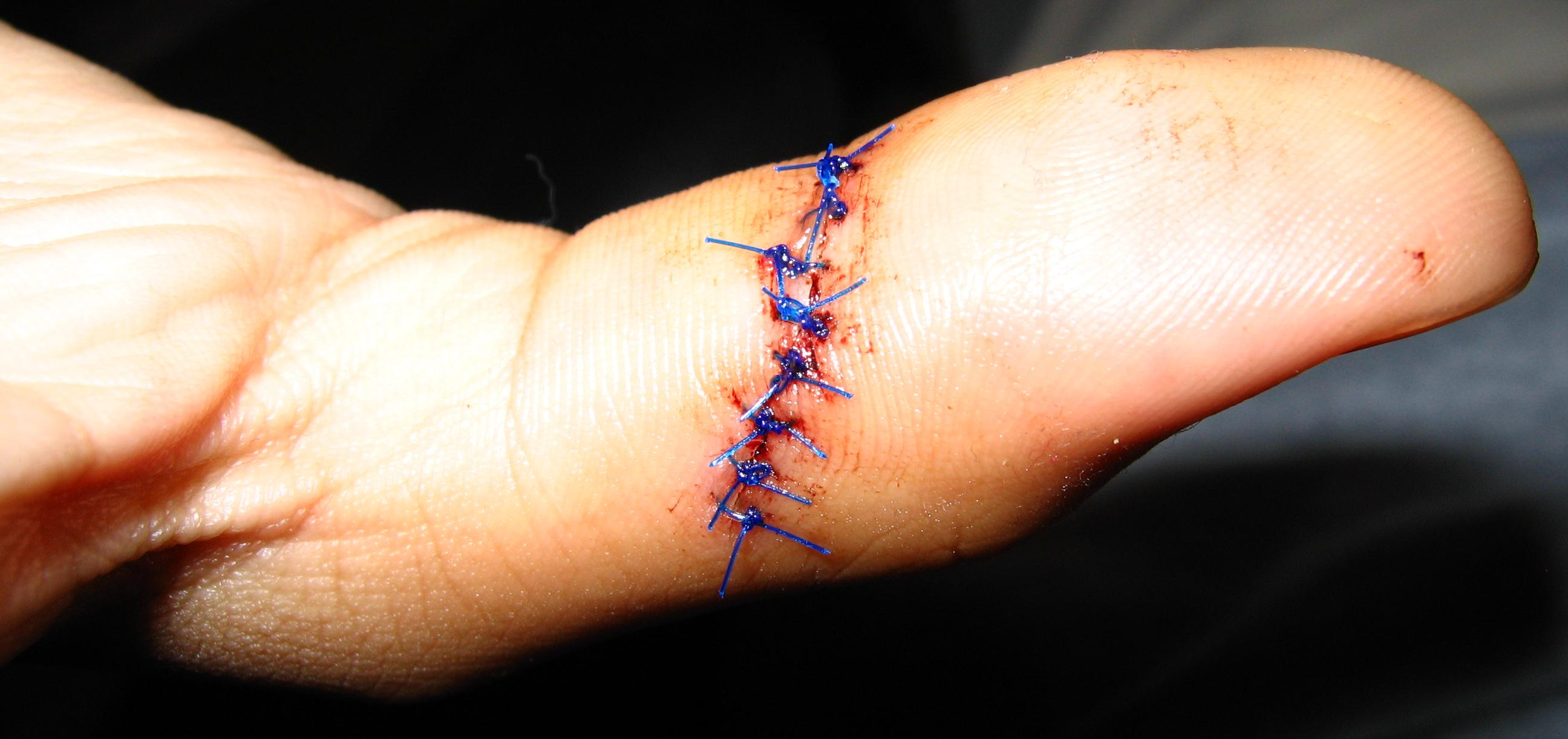
Szew niewchłanialny na lewym kciuku.

Szwy niewchłanialne

Szwy są sposobem zaopatrywania ran w chirurgii, czasami jako szwy określa się same nici chirurgiczne. Służą do łączenia tkanek. Jest to podstawowa i wciąż niezbędna technika chirurgiczna lub operacyjna, ponieważ rana goi się najszybciej bez powikłań, gdy przylegające do siebie warstwy rany nie są napięte. Jest to możliwe dzięki szerokiej gamie technik zakładania szwów i ma na celu skrócenie czasu do powstania sprężystej biologicznej blizny.

## Nici chirurgiczne
Szycie jest historycznie bardzo starą formą leczenia. Znaczące postępy były i są dokonywane w materiałach, tj. igłach i niciach. Różne zadania wymagają różnych materiałów szwów. W przeszłości jako szwy używano na przykład naturalnego jedwabiu i jelita owczego (ketgutu). Obecnie stosowane są niemal wyłącznie najnowocześniejsze tworzywa sztuczne.
W zależności od rodzaju szytej tkanki używane są nici różnej grubości, oznaczanych liczbami – im cieńsza, tym większa liczba (np. 7-0, 6-0, 5-0, ..., 0, 1 itd.). Najcieńsze nici to nici o grubościach 10-0, 11-0 lub jeszcze cieńsze (nici mikrochirurgiczne). Nić jest nawlekana na ucho igły chirurgicznej bądź w nią fabrycznie wtapiana, tzw. (szew (nić) atraumatyczny).

### Rodzaje nici
- wchłanialne
  - naturalne (katgut, katgut chromowany)
  - syntetyczne (jedno- lub wielowłóknowe), wykonane z:
    - Poliglikolid (złożony zwykle około 75% z kwasu poliglikolowego z dodatkiem ok. 25% kaprolaktonu, gdyż czysty glikolid jest zbyt sztywny),
    - Poliglaktyna 910[3], to kopolimer poli(glikolidu-co-L-laktydu) (90/10) złożony z 90% poliglikolidu i 10% polilaktydu (kwasu polimlekowego),
    - Polidioksanon
- niewchłanialne
  - jednowłóknowe syntetyczne (poliamid, poliester, polipropylen, polifluorek winylidenu)
  - wielowłóknowe
    - naturalne (len, jedwab o zmniejszonej ilości serycyny wywołującej odczyny zapalne)
    - syntetyczne (poliamid, poliester)

  - metalowe (stal)

## Metody szycia ran
- szew pojedynczy węzełkowy
- szew poziomy materacowy
- szew pionowy materacowy
- szew ciągły
- szew ciągły przekładany
- szew ciągły poziomy materacowy
- szew śródskórny

Szew pojedynczy węzełkowy
Szew materacowy pionowy
Szew materacowy poziomy
Szew śródskórny

## Metody zastosowania szwów podczas leczenia ran

### Szew pierwotny rany
Stosowany w leczeniu ran ciętych niezakażonych, których brzegi są dobrze dopasowane. Może być również zastosowany po zabiegu pierwotnego wycięcia rany. Celem takiego leczenia jest skrócenie okresu gojenia i zmniejszenie wielkości blizny.

### Odroczone zszycie rany
Stosowany w razie braku pewności co do jałowości rany lub jej wystarczającego ukrwienia. Po oczyszczeniu ranę zostawia się otwartą (z jałowym opatrunkiem) na 24-72 godz., jeżeli rana goi się prawidłowo można ją zamknąć.

### Szew wtórny rany
Stosowany po wtórnym wycięciu rany odroczonej lub wcześniej zakażonej po ustąpieniu zakażenia. Gdy występuje ziarninowanie wykonywane jest wycięcie tkanek martwiczych i następnie założenie szwów.